# Journal of Spacecraft and Rockets
Das Journal of Spacecraft and Rockets ist eine Fachzeitschrift des American Institute of Aeronautics and Astronautics (AIAA), die Aufsätze zu den Themen der Wissenschaft und Technologie von Weltraumforschung und Raumfahrt, etwa der Technik von Satelliten und Raketen, aber auch zu der Technik von militärischen, taktischen wie auch strategischen Raketen veröffentlicht.
Von 1964 bis 2018 erschien die Zeitschrift in gedruckter Form, seit 2019 nur noch online.